# Объединённая коммунистическая партия
Объединённая коммунисти́ческая па́ртия (сокращённо ОКП) — незарегистрированная левая политическая партия в Российской Федерации. Основана в 2014 году.

## История
Основу ОКП составили бывшие члены КПРФ, выступившие против, как они утверждают, "правого, антимарксистского курса Зюганова и его соратников".
В феврале 2012 года коммунисты ряда регионов (Москва, Санкт-Петербург, Красноярский и Ставропольский края, Тульская и Челябинская области, Республики Татарстан и Чувашия) провели конференцию, на которой заявили, что произошло перерождение КПРФ, превращение её в циничный механизм для получения руководством депутатских мест и личной выгоды, в партию, где теоретическая работа подменена антинаучными писаниями, противоречащими принципам марксизма-ленинизма.
Вехой на пути к обособлению левых оппозиционеров от КПРФ стало создание ими в июле 2012 года Межрегионального объединения коммунистов (МОК). В МОК вошли не только действующие и экс-члены КПРФ, но представители ряда независимых левых организаций – РКП-КПСС, Левого Фронта, СКМ, РРП.
В 2013 году они заявили о невозможности изменить ситуацию в КПРФ уставными методами и приступили к созданию своей политической партии.
ОКП была образована на Учредительном съезде в Москве 15 марта 2014 года. В работе съезда принял участие 91 делегат из 46 субъектов РФ. Делегатами съезда стали активисты Межрегионального объединения коммунистов, Революционной рабочей партии, Левого фронта, Российской коммунистической партии-КПСС, Союза коммунистической молодёжи РФ, ряда свободных профсоюзов и беспартийные граждане.
10 сентября 2014 года в Министерство юстиции Российской Федерации были поданы документы для государственной регистрации ОКП. 2 октября 2014 года ОКП получила от Министерства юстиции РФ отказ в регистрации. В качестве основной претензии чиновники Минюста обозначили «использование партией коммунистической символики, красного знамени и гимна „Интернационал“»
В августе 2015 года в ОКП произошёл раскол. Ядро вышедших из партии представляли собой бывшие члены Революционной рабочей партии во главе с членами ЦК ОКП Сергеем Бийцом и Григорием Сивачёвым. Они обвинили руководство ОКП в измене идеалам интернационализма, сближении с «Другой Россией» Эдуарда Лимонова, что их работа по поддержке не разделяющего левые взгляды руководства «народных республик» в войне на Украине отвлекает партию от более важной работы в рабочем движении, после чего восстановили деятельность своей прежней организации. Со своей стороны, руководство ОКП обвинило бывших членов своей партии в том, что их решение об объединении не было искренним, а диктовалось стремлением навербовать сторонников для своей организации.
26 ноября 2016 года в Москве состоялся II съезд ОКП. По данным Мандатной комиссии, на съезд были избраны 78 делегатов, представляющих партийные организации из Центрального федерального округа, Сибири, Дальнего Востока, Северного Кавказа, Северо-Запада, Урала, Поволжья, Юга России.  Съезд принял «Обращение к рабочему классу, ко всем трудящимся России» Архивная копия от 27 мая 2017 на Wayback Machine.
В марте 2018 года партия не поддержала на выборах в президенты РФ как кандидатов, так и идею бойкота, призвав однако не голосовать за Путина. Летом 2018 года ОКП выступила против повышения цен на бензин и проводимой властями страны пенсионной реформы .
2018 год стал для ОКП годом объединительных инициатив. В апреле в ОКП вошли члены движения "Трудовая Россия", а в июне о вступлении в ОКП заявило Новое коммунистическое движение (НКД) . В октябре того же года руководителем Пензенского отделения ОКП был избран лидер местной молодёжной организации "Поколение нового времени" Иван Финогеев. 20 октября 2018 г. ОКП предложила объединиться в одну партию членам РКРП, однако до настоящего времени эта цель не достигнута.
9 февраля 2019 года в Москве состоялся III съезд ОКП, который внёс некоторые изменения и дополнения в Программу Архивная копия от 26 февраля 2020 на Wayback Machine и Устав партии. А также на съезде была принята резолюция по вопросу объединения ОКП и РКРП.
Несмотря на отсутствие регистрации в качестве политической партии, ОКП регулярно участвует в выборах различного уровня, пользуясь правом членов партии на самовыдвижение или выдвижение по спискам иных избирательных объединений. По состоянию на сентябрь 2019 года сообщалось о наличии у ОКП депутатов в одном региональном парламенте (Хакасия), двух московских, одном тверском и двух пензенском муниципалитетах.
В марте 2020 года ОКП подвергла критике конституционную реформу президента Путина и призвала прийти на участки и проголосовать против "откровенно реакционных поправок" к Конституции РФ.
В марте 2022 года пленум ЦК ОКП принял резолюцию, с оправданием российского вторжения на Украину. В апреле внутри партии сформировалась группа, осудившая позицию пленума. Группа получила самоназвание ОКП (интернациональная) или ОКП(и).
В 2022 году сформировала собственную фракцию "ОКП" в Засечном сельсовете Пензенской области в составе двух депутатов.
На муниципальных выборах в Москве в 2022 году, член руководства ОКП Сергей Довгаль был избран депутатом Тимирязевского района.

## Объединение с Российской коммунистической рабочей партией
В октябре 2020 года на пленуме ЦК РКРП первый секретарь ЦК ОКП Владимир Лакеев выдвинул предложение по объединению организаций и созданию новой политической партии с проектным названием «Объединенная Коммунистическая Рабочая Партия». РКРП поддержала предложение, была создана рабочая группа.
В рамках подготовки к объединению членами РКРП было предложено, чтобы ОКП прекратила сотрудничество с КП «Коммунисты России», вышла из Балканского социалистического центра. В качестве названия было предложено РКРП (Объединённое). В ОКП был проведен опрос и члены партии высказались против предложенных мер. Так же ЦК партии не согласен с предложенной политической программой. Диалог между организациями продолжается.
В свою очередь ОКП считает, что объединённая партия не должна состоять в международной организации «Коммунистическая партия Советского Союза».
В апреле 2023 года в Москве прошла межпартийная конференция, где были обозначены проблемы объединения партий и предложены пути решений.
В октябре 2023 года совместное заявление выпустили бывшие члены РКРП и ОКП, вышедшие из своих партий в связи с несогласием с оценкой партиями действий России в Украине. Группы «Красный поворот», «Организация пермских коммунистов», «Коммунистическая инициатива» (все вышли из РКРП) и «Открытая коммунистическая платформа интернационалистов» (вышли из ОКП) выпустили заявление «За революционное обновление коммунистического движения России».

## Партийная структура
Высший орган — Съезд партии, избирает Центральный комитет ОКП.
Для руководства текущей деятельностью ЦК на пленуме избирает из своего состава Президиум и Секретариат ЦК ОКП.
В состав Президиума ЦК ОКП по итогам III съезда партии вошли:
- Лакеев Владимир Иванович, первый секретарь ЦК (с марта 2014 года)
- Баранов Анатолий Юрьевич, секретарь ЦК
- Будкевич Дмитрий Александрович
- Васильев Кирилл Евгеньевич, секретарь ЦК
- Довгаль Сергей Фёдорович
- Зоммер Денис Валерьевич, секретарь ЦК
- Зыков Дмитрий Сергеевич
- Иванников Сергей Яковлевич
- Комолова Ирина Игоревна, секретарь ЦК
- Митина Дарья Александровна, секретарь ЦК
- Поротиков Анатолий Иванович, секретарь ЦК
- Рузанов Станислав Александрович, секретарь ЦК, председатель исполкома движения "Трудовая Россия"
- Серёгин Сергей Иванович, секретарь ЦК
- Сморгонский Игорь Борисович, секретарь ЦК
- Финогеев Иван Денисович

Контролирующий орган — Центральная ревизионная комиссия (ЦРК) ОКП
На момент учредительного съезда количество региональных отделений партии было равно 46, с общим числом членов более 1500.

## Идеология
С момента своего образования партия позиционирует себя как оппозиционная действующей власти.
Согласно информации на официальном сайте партии
ОКП – партия борьбы против любых видов эксплуатации человека человеком, за упразднение ее основы – частной собственности на средства производства.
ОКП – партия, выступающая за коренные (революционные) преобразования, за замену власти буржуазии властью трудящихся.
ОКП – партия городского и сельского пролетариата, всех лиц наемного физического и умственного труда.
ОКП – партия реальной демократии. Она за общество, в котором практически обеспечены политические права граждан и трудовых коллективов.
ОКП – партия социалистического интернационализма и советского патриотизма. Пролетарский интернационализм – главное условие возрождения Советского Союза.
ОКП – антиклерикальная партия. Партия пропагандирует научное мировоззрение, выступает за фактическое отделение церкви от государства и школы от церкви.
ОКП – партия творческого марксизма. Стремясь к единству коммунистов России, партия отрицает как "левое" сектантство, так и оппортунистический соглашательский уклон.
Девиз ОКП – “Пролетарии всех стран, соединяйтесь!”
ОКП организует свою деятельность на основе принципа демократического централизма, идейной общности и партийного товарищества.

## Критика
Политтехнолог, бывший сотрудник Администрации президента Олег Матвейчев считает, что яркое выступление представлявших ОКП по одномандатным округам в Москве Дарьи Митиной и Владимира Лакеева свидетельствует о том, что у мелких коммунистических партий может быть шанс на будущих выборах. Он полагает, что их программа и реклама с большей радикализацией коммунистической идеологии, на фоне повышения интереса к И. В. Сталину, может найти свою аудиторию, при условии, что они найдут достаточно средств, будут проявлять активность постоянно, не пропадая после выборов.